# Laury Thilleman
Laury Betty Thilleman (Brest, 30 luglio 1991) è una modella francese eletta sessantaquattresima Miss Francia il 4 dicembre 2010.

## Biografia
Eletta in qualità di Miss Bretagna 2010, la Thilleman ha rappresentato la Francia a Miss Universo 2011, ed è riuscita a classificarsi all'ottava posizione della graduatoria finale. Si è laureata alla Brest Business School.